# Lythrodes
Lythrodes là một chi bướm đêm thuộc họ Noctuidae.

## Loài
- Lythrodes radiatus Smith, 1903
- Lythrodes tripuncta Barnes & McDunnough, 1911
- Lythrodes venatus J.B. Smith, 1903 (alternative spelling Lythrodes venata)